# Little Joe 6
Little Joe 6 foi o segundo teste do sistema de escape no lançamento para a espaçonave Mercury, usando o foguete Little Joe. O lançamento, ocorreu no dia 4 de outubro de 1959, a partir da Instalação de Voo Wallops, Virginia, Estados Unidos. O Little Joe 6, atingiu 
59,5 km de altitude. O voo, durou 5 minutos e 10 segundos. A velocidade máxima foi 4.949 km/h, e a aceleração chegou a 58 m/s² (5.9 g). A carga útil pesava 1.134 kg. Essa missão não tripulada, se tornou o primeiro lançamento bem sucedido para esse tipo de teste.